# Fūrinkazan
Fūrinkazan (風林火山, lit. «vent, bosc, foc i muntanya») va ser un estendard de guerra utilitzat pel daimyō del període Sengoku Takeda Shingen.

Fūrinkazan

Els kanjis fan referència al capítol set de L'art de la guerra de Sun Tzu:
| « | Ràpid com el vent, silenciós com el bosc, rabent i devastador com el foc, immòbil com una muntanya | » |